# Росова, Татьяна
Татьяна Росова́ (словац. Tatiana Rosová, род. 2 августа 1961, Братислава) — словацкий социолог и политик. C 2010 по 2014 год была старостой Старого города в Братиславе, с 2006 по 2010 депутат Национального совета Словацкой Республики.

## Биография
Росова изучала социологию на факультете философии Университета Коменского, который окончила в 1983 году. Прежде чем стать политиком, она занималась опросами общественного мнения и маркетинговыми исследованиями. В 2003—2006 годах работала в правительстве Словакии.
В 2005 году Росова вступила в Словацкий демократический и христианский союз — Демократическую партию и в следующем году стала депутатом от этой партии. В период с 2010 по 2014 год она также была мэром Старого города Братиславы.
Как политика её критиковали за то, что она одновременно получала депутатскую и основную зарплату, составляющую более 7000 евро в месяц. После завершения политической карьеры она вернулась к опросам общественного мнения.